# Першин, Александр Васильевич
Александр Васильевич Першин (16 февраля 1962) — советский и казахстанский футболист, защитник, полузащитник.
В первенстве СССР выступал за клубы второй и второй низшей (1990) лиг из Казахской ССР «Шахтёр» Караганда (1980—1981, 1986—1989, 1991) — 193 игры, 20 голов и «Булат» Темиртау — 110 игр, 13 голов. В 1993—1994 годах сыграл 41 игру, забил два мяча за «Булат» в чемпионате Казахстана.